# Chiesa vetero cattolica italiana dell’Unione di Utrecht
Die Chiesa vetero cattolica italiana dell’Unione di Utrecht (Italienische Altkatholische Kirche der Utrechter Union), die von der „Chiesa Vetero-Cattolica Italiana“ und der „Chiesa Vetero-Cattolica Indipendente in Europa“ zu unterscheiden ist, hat Pfarrgemeinden in Rom, Mailand, Sabaudia, Reggio Calabria sowie kleinere Gemeinden an einigen anderen Orten in Italien mit insgesamt rund 300 Gläubigen.
Sie untersteht der Jurisdiktion eines Delegaten der Internationalen Bischofskonferenz (IBK) der Utrechter Union der Altkatholischen Kirchen. Seit dem 1. Januar 2008 ist Bischof Fritz-René Müller (christkatholischer Bischof der Schweiz) als Delegat für die altkatholischen Gemeinden in Italien zuständig. 2011 wurde die Zuständigkeit aufgekündigt.